# Arthur Silva
Arthur Silva Feitoza, meglio noto come Arthur Silva (Boa Vista, 26 aprile 1995), è un calciatore brasiliano, centrocampista dell'Omiya Ardija.

## Palmarès

### Club

#### Competizioni nazionali
- Coppa J. League: 1

FC Tokyo: 2020